# Патентное право Украины
Пате́нтное пра́во Украи́ны - патентная система, существующая на Украине с момента её образования как суверенного государства, осуществляющая рассмотрение заявок, регистрацию и выдачу охранных документов. Действует ряд «патентных» законов Украины, например, «Об охране прав на изобретения и полезные модели», «Об охране прав на промышленные образцы», «Об охране прав на знаки для товаров и услуг». Для удостоверения исключительного права владельца на созданный им объект промышленной собственности: изобретение, полезную модель, промышленный образец выдается патент, на знак для товаров и услуг — свидетельство.
Патентная система Украины представляет несомненный интерес для отечественных предприятий, стремящихся работать на достаточно большом украинском рынке, поскольку Украина не входит в Евразийскую патентную организацию, а значит защитить свои патентные права на её территории можно только через украинский национальный патент.

## Объекты патентования
Изобретение — это новое техническое решение, относящееся к продукту, способу или усовершенствованию продукта или способа.
Полезная модель — это новое техническое решение, относящееся к форме, структуре или сочетанию этих двух элементов или к продукту, который пригоден к практическому использованию.
Промышленный образец характеризуется любым новым очертанием формы, конфигурации, цветом или сочетанием этих элементов в продукте, который создает эстетическое впечатление и пригоден к промышленному применению.
Не выдаются патенты на изобретения:
- противоречащие законам государства;
- противоречащие общественной морали;
- наносящие вред публичному интересу.

Не признаются патентоспособными:
- научные открытия;
- правила и методы интеллектуальной деятельности (бизнес-планы, правила игр и т. д.);
- способы диагностики и лечения болезней;
- породы животных;
- сорта растений;
- вещества, полученные путём ядерных превращений.

## Изменения в патентном законодательстве Украины
Изменения в патентном законодательстве Украины введены в действие 22 мая 2003 законом Украины «О внесении изменений в некоторые законодательные акты Украины об охране интеллектуальной собственности»
Изменениям в Положении «О порядке оплаты сборов за действия, связанные с охраной прав на объекты интеллектуальной собственности».

## Функция патента
Патент предоставляет своему владельцу охрану на изобретение. Охрана предоставляется на ограниченный срок, как правило, на 20 лет, в некоторых странах предусматривается возможность продления этих сроков.

## Сроки действия патентных прав
Сроки действия патента на Украине не безграничны, а выдаются владельцу на определённый временной интервал. Срок действия правовой охраны зависит от объекта интеллектуальной собственности, который был запатентован в Патентном ведомстве.
Срок действия каждого вида патента на Украине:
- на изобретение действует 20 лет, без повторной возможности продления. При этом ежегодно необходимо платить госпошлину — таким образом как бы продлевать срок действия патента на изобретение. Исключением из этого может быть разве что срок действия патента, где объектом изобретения является лекарственное средство, средство защиты животных, средство защиты растений. В этом случае срок действия патента на изобретение может быть продлен ещё на 5 лет.
- на полезную модель равен 10 годам, без возможности продления срока выданного охранного документа на Украине. При этом необходимо ежегодно продлевать срок действия патента на полезную модель при помощи уплаты госсбора.
- на промышленный образец составляет 10 лет и может быть продлен повторно на 5 лет. Срок продления действия патента на промышленный образец можно применить один раз. Также как для таких объектов — это изобретения и полезной модели, за поддержание в действии патента уплачивается ежегодный платеж.
- на торговую марку составляет — 10 лет. По истечении 10-ти лет срок действия свидетельства на торговую марку, за уплату фиксированной госпошлины, может быть повторно продлен на 10 лет. Таким способом Владельцу торговой марки срок действия свидетельства можно продлевать бесконечное множество раз. Данный срок действия свидетельства зависит от заинтересованности Владельца в том, на сколь долго ему нужно закрепить за собой правовую охрану знака.
- на авторское право действует на протяжении всей жизни автора и 70 лет после его смерти. Одновременно срок действия неимущественных прав автора безгранично.
- на смежное право действует 50 лет.

Однако патентные права могут прекратиться до истечения срока (ст. 47), если:
- владелец прав не уплатил установленную пошлину (согласно ст. 46 патентовладелец обязан уплачивать пошлину, начиная с того года, когда ему были предоставлены патентные права);
- патентовладелец подаст письменное заявление об отказе от своих патентных прав.

Срок действия патента на изобретение, объектом которого есть лекарственное средство, средство защиты животных, средство защиты растений и тому подобное, использование которого нуждается в разрешении соответствующего компетентного органа, может быть продолжено по ходатайству владельца этого патента на срок, который равняется периоду между датой подачи заявки и датой получения такого разрешения, но не более чем на 5 лет.
Срок действия патента (декларационного патента) на секретное изобретение равняется сроку засекречивания изобретения, но не может быть длиннее от определённого по закону срока действия охраны изобретения.

## Права на получение патента на Украине
Право на получение патента имеет изобретатель и другие лица, которые приобрели право на изобретение (полезную модель) по договору или закону.

## Процедуры необходимые для получения патента
1. Заявителем заполняется и подается (лично, по почте или Е-mail) патентному поверенному или в Укрпатент заявку, где указываются его реквизиты и описывается суть предмета защиты (техническое решение, способ).
2. Патентный поверенный или Укрпатент проводит региональную регистрацию представленной заявки, расчет затрат по государственной регистрации изобретения и получению патента Украины, оформляет смету затрат с проектом договора на выполнение работ по правовой защите изобретения
  - патентный поверенный или Укрпатент выполняет работы по исследованию предмета защиты и оформлению документов на государственную регистрацию (на протяжении одного месяца по обычному тарифу):
  - анализ предмета защиты и определение системы защиты её составных;
  - классификация технических решений предмета защиты в соответствии с Международной патентной классификацией;
  - патентно-информационные исследования, поиск аналогов и определение прототипа;
  - определение формы представления технического решения на регистрацию и системы его защиты;
  - оформление заявления, описания, формулы, чертежей, реферата и др. заявочных материалов соответственно «Правилам оформления и представления заявки на изобретение и заявки на полезную модель» ;
  - представление лично заявки в Укрпатент на получение патента с регистрацией даты представления заявки и получением расписки;
  - уплата сбора за представление заявки и проведение экспертиз.
3. Заявитель оплачивает предусмотренный в смете государственный сбор за регистрацию заявки и проведение экспертизы заявки (согласно постановлению КМУ № 543 от 22.05.2001).
4. Укрпатент устанавливает приоритет заявки и выдаёт заявителю решения о регистрации заявки с подтверждением даты приоритета (в продолжение месяца).
5. Укрпатент публикует информацию об заявленном техническом решении в официальном бюллетене «Промышленная собственность» (по окончании 18 месяцев от даты представления заявки).
6. Укрпатент предоставляет Заявителю информацию о наличии временной правовой охраны на заявленное техническое решение (соответственно ст.21 ЗУ «Об охране прав на изобретения и полезные модели»).
7. Укрпатент проводит квалификационную экспертизу технического решения, которое заявлено на получение патента, и выдаёт заявителю решение о выдаче патента Украине на изобретение (на протяжении времени не меньшее семь месяцев с даты представления заявки).
8. Заявитель сопровождает квалификационную экспертизу заявки и принимает определённые решения или предоставляет соответствующие дополнительные документы на запросы эксперта. При несогласии Заявителя с решениями экспертизы он обжалует их в установленном порядке, в том числе и в Апелляционной палате Госдепартамента и суде.
9. Заявитель оплачивает государственную пошлину за выдачу патента Украины на изобретение и предоставляет соответствующий документ в Укрпатент (согласно Декрету КМУ «О государственной пошлине»).
10. Укрпатент проводит государственную регистрацию патента на изобретение, публикует сведения об изобретении в официальном бюллетене «Промышленная собственность» и выдаёт заявителю патент Украины на изобретение (на протяжении трёх месяцев).

## Права и возможности владельца патента
Такой мощный способ защиты прав, как получение патента на изобретение помогает избежать конкурентной борьбы на рынке, предоставляя владельцу уникальное преимущество перед конкурентами — монопольное право использовать продукт и запрещать третьим лицам его использование.
Патент на изобретение можно продать, а также частично передать права на его использование, с целью получения прибыли.
Если вы оформили, подали заявку и вам зарегистрировали патент на изобретение, можно не доказывать новизну изделия в случае предъявления претензий, поскольку уже есть документ, удостоверяющий новизну вашего изделия.
Патент на изобретение удостоверяет современность, новизну, легитимность изделия. Так как получить патент на изобретение можно только на уникальный объект, этот документ служит весомым аргументом в пользу вашего продукта.
В случае нарушения прав по патенту на изобретение необходимо обращаться в антимонопольный комитет Украины, либо в Хозяйственный суд, в зависимости от обстоятельств дела. Если претензии владельца патента на изобретение сочтут обоснованными, нарушителю будет запрещено использование запатентованного на Украине объекта. Также он может быть обязан возместить убытки, оштрафован и/или привлечен к уголовной ответственности.

## Содержание заявки на получение патента включает в себя
- заявление на выдачу патента;
- описание;
- формулу;
- реферат;
- чертежи (при необходимости).

## Требования к изобретениям
Изобретение может быть запатентовано, если оно:
- Новое — предоставляет решение, ранее неизвестное в соответствующей области
- Имеет изобретательский уровень — не является очевидным для специалиста в данной области. Если полезный эффект достигается очевидным для специалиста образом, новые устройства и материалы могут охраняться в качестве полезных моделей.
- Промышленно применимо — то есть реализуемо на практике.

### Объектом изобретения (полезной модели) может быть
- продукт (устройство, вещество, штамм микроорганизма, культура клеток растения и животного), процесс (способ), а также новое применение известного продукта или способа.[3]

Идеи не являющиеся изобретениями, касающиеся внешнего вида изделий, направленные на удовлетворение эстетических и эргономических потребностей (такие объекты охраняются в качестве промышленных образцов), Базы данных (охраняются авторским правом), методы проведения игр, методы исполнения умственных операций, идеи, которые не могут быть претворены в жизнь, а также противоречащие нормам гуманности и морали.
Определить, является ли ваше творение объектом патентной охраны, не всегда можно просто и однозначно, поэтому в случае каких-либо сомнений, пожалуйста, обращайтесь к специалистам.

## Ответственность за нарушение патентных прав
По требованию владельца патента либо свидетельства рассмотренные выше нарушения должны быть прекращены, а нарушитель обязан возместить владельцу патента (свидетельства) причиненный ущерб.
Действующее законодательство Украины предусматривает следующие виды ответственности за нарушение патентных прав.
Статья 51-2 Кодекса Украины про административные правонарушения «Нарушение прав на объект права интеллектуальной собственности» утверждает следующее «Незаконное использование права интеллектуальной собственности (литературного или художественного произведения, их исполнения, фонограммы, передачи организации вещания, компьютерной программы, базы данных, научного открытия, изобретения, полезной модели, знака для товаров и услуг, топографии интегральной микросхемы, рационализаторского предложения, сорта растений и др.), присвоение авторства на такой объект либо другое умышленное нарушение прав на объект права интеллектуальной собственности, охраняемый законом, влечет за собой наложение штрафа от десяти до двухсот не облагаемых налогом минимумов доходов граждан с конфискацией незаконно изготовленной продукции и оборудования, а также материалов, предназначенных для её изготовления».
Статья 177 Уголовного Кодекса Украины также предполагает ответственность за нарушение прав промышленной собственности. Нарушение прав на изобретение, полезную модель, промышленный образец, топографию интегральной микросхемы, сорт растений, рационализаторское предложение может заключаться, прежде всего, в незаконном использовании объекта промышленной собственности.
Незаконное использование изобретения, полезной модели, промышленного образца, топографии интегральной микросхемы, сорта растений, рационализаторского предложения, присвоения авторства на них, либо другое преднамеренное нарушение права на эти объекты, если это нанесло материальный ущерб в значительном размере, — наказывается штрафом от двухсот до тысячи не облагаемых минимумов доходов граждан или исправительными работами сроком до двух лет, либо лишением свободы на тот же срок, с конфискацией и уничтожением соответствующей продукции и оборудования и материалов, которые использовались для её изготовления.
Аналогичные действия, если они совершены повторно, либо группой лиц по предварительному заговору, либо нанесли материальный ущерб в большом размере, — наказываются штрафом от тысячи до двух тысяч не облагаемых минимумов доходов граждан или исправительными работами сроком до двух лет, либо лишением свободы на срок от двух до пяти лет, с конфискацией и уничтожением соответствующей продукции и оборудования и материалов, которые использовались для её изготовления.
Действия, предусмотренные частями первой или второй этой статьи, были совершены должностным лицом с использованием служебного положения или организованной группой, либо если они нанесли материальный ущерб в особо крупном размере, — наказываются штрафом от двух тысяч до трёх тысяч не облагаемых минимумов доходов граждан или лишением свободы на срок от трёх до шести лет, с лишением права занимать определённые должности или заниматься определённой деятельностью сроком до трёх лет или без этого и с конфискацией и уничтожением соответствующей продукции и оборудования и материалов, которые использовались для её изготовления.
Административная ответственность за нарушение прав промышленной собственности и уголовная ответственность за подобные правонарушения отличается размером взысканий и масштабом наказаний. При этом защита прав на изобретение, полезную модель, промышленный образец, знак товара или услуги осуществляется в судебном или другом, установленном законом, порядке.

## Критерии патентоспособности
Патентоспособность — соответствие заявленного определённым критериям, установленным законом и имеющим целью идентифицировать его в любом изделии, в котором воплощено это решение. Термин «Патентоспособность» применяют для формулировки условий правовой охраны полезной модели, на которую выдается охранное свидетельство.

### Критерии патентоспособности новизна
Первый критерий Патентоспособность — новизна- определяется через уровень техники, включающий любые сведения, ставшие общедоступными до даты приоритета объекта. Этот критерий является общим для технического изобретения и полезной модели. Производство в патентном ведомстве предусматривает использование:
- а) источников информации, содержащих сведения об уровне техники. предшествующем дате регистрации заявки;
- б) источников информации о нормативных актах, регламентирующих рассмотрение материалов данной заявки;
- в) разъяснений заявителя в ответ на запросы экспертизы по поводу существа явлений, лежащих в основе заявленного предложения, зафиксированных в письмах автора или протоколах совещаний с участием экспертов и автора. Первые два вида сведений должны удовлетворять условию общедоступности. Для промышленного образца новизна определяется через неизвестность сведений об эстетических и (или) эргономических особенностях изделия из общедоступных в мире источников.

### Критерии патентоспособности промышленная применимость
Второй критерий Патентоспособность — промышленная применимость (её содержание совпадает для технического изобретения и полезной модели) — это возможность использования достижения в промышленности, сельском хозяйстве, здравоохранении и других отраслях деятельности. Для промышленного образца такая применимость заключается в возможности его многократного воспроизводства путём изготовления соответствующего изделия. Для технических изобретений и полезных моделей законом установлен дополнительный исчерпывающий перечень решений, которые исключают его Патентоспособность. В этот перечень входят следующие решения:
- научные теории и математические методы;
- методы организации и управления хозяйством;
- условные обозначения, расписания, правила;
- методы выполнения умственных операций;
- алгоритмы и программы для вычислительных машин;
- проекты и схемы планировки сооружений. зданий, территорий;
- решения, касающиеся только внешнего вида изделий, направленные на удовлетворение эстетических потребностей;
- топологии интегральных микросхем;
- сорта растений и породы животных;
- решения, противоречащие общественным интересам, принципам гуманности и морали.

### Критерии патентоспособности изобретательский уровень
Третий критерий Патентоспособность — изобретательский уровень, под которым понимается неочевидность предложенного технического решения для специалиста средней квалификации в данной области. Для промышленного образца также установлен третий критерий Патентоспособность- оригинальность, которая определяется через творческий характер эстетических особенностей изделия. Так же как и для других объектов, для промышленного образца установлен дополнительный исчерпывающий перечень решений, которые исключают его Патентоспособность.

## Госпатент Украины
Госпатент Украины (Государственное патентное ведомство Украины) образован Постановлением КМ Украины от 27 января 1992 г., в июле 1992 г. КМ Украины утверждено «Положение о Госпатенте Украины»
Основной задачей Госпатента Украины является выполнение функций по обеспечению правовой охраны объектов интеллектуальной и промышленной собственности.
Правами и обязанностями Госпатента Украины предусматривается разработка правовых и нормативных документов и положений по проблемам патентно-лицензионной деятельности, организация и проведение научных исследований по этим проблемам, организация и ведение процедур по принятию, оценке (экспертизе), регистрации, выдаче и публикации материалов по патентуемым объектам интеллектуальной собственности и ведению различных работ, связанных с этими видами деятельности.
Госпатент Украины принимает от заявителей материалы заявок на патентование изобретений, полезных моделей, промышленных образцов, а также свидетельств на знаки для товаров и услуг, производит их регистрацию, организует и проводит рассмотрение материалов заявок, их экспертизу, регистрацию патентов и свидетельств, устанавливает даты приоритетов, производит выдачу патентов и свидетельств и осуществляет другие деяния, связанные с этими работами.
Руководство Госпатентом Украины осуществляется Председателем Госпатента и его заместителями, назначаемыми Кабинетом Министров Украины.
Аппарат Госпатента Украины состоит из 12 управлений, инспекции по вопросам охраны промышленной собственности; при аппарате создается Апелляционный Совет, научно-методическую деятельность по вопросам, входящим в компетенцию Госпатента Украины, Госпатент осуществляет посредством Научно-исследовательского центра патентной экспертизы (НИЦПЭ).

## Научно-исследовательский центр патентной экспертизы
Научно-исследовательский центр патентной экспертизы (НИЦПЭ) имеет статус главной организации по решению вопросов экспертизы по выдаче охранных документов (патентов на изобретения, промышленные образцы, товарные знаки), лицензированию и зарубежному патентованию. Деятельность НИЦПЭ курирует Госпатент Украины. НИЦПЭ функционирует по своему уставу. Структурно НИЦПЭ состоит из 9 отделов и 2 групп (рис.1.2). НИЦПЭ возглавляет директор, имеющий двух заместителей. Функции отделов вытекают из их названий. Исследования проблем методической деятельности проводит отдел методологии экспертизы. Группа автоматизации отвечает за информационное обеспечение деятельности НИЦПЭ, создание и накопление патентных фондов. Группа подготовки публикаций обеспечивает подготовку материалов для публикаций о заявках, патентах и свидетельствах. По своей направленности НИЦПЭ подобен Научно-исследовательскому институту государственной патентной экспертизы (НИИГПЭ), обеспечивавшему патентно-лицензионную работу в Советском Союзе.